# Astragalus acaulis
Astragalus acaulis es una  especie de planta herbácea perteneciente a la familia de las leguminosas. Es originaria del Asia
Es una planta herbácea perennifolia, originaria de Asia, distribuyéndose por Bhután, China en Sichuan, Xizang y Yunnan, la India en Sikkim y Bengala Occidental.

## Taxonomía
Astragalus acaulis fue descrita por   John Gilbert Baker y publicado en The Flora of British India 2(4): 132. 1876.
Etimología
Astragalus: nombre genérico derivado del griego clásico άστράγαλος y luego del Latín astrăgălus aplicado ya en la antigüedad, entre otras cosas, a algunas plantas de la familia Fabaceae, debido a la forma cúbica de sus semillas parecidas a un hueso del pie.
acaulis: epíteto latino que significa "sin tallo".
Sinonimia
- Astragalus litangensis Bureau & Franch.
- Astragalus pseudoxytropis Ulbr